# Пестик

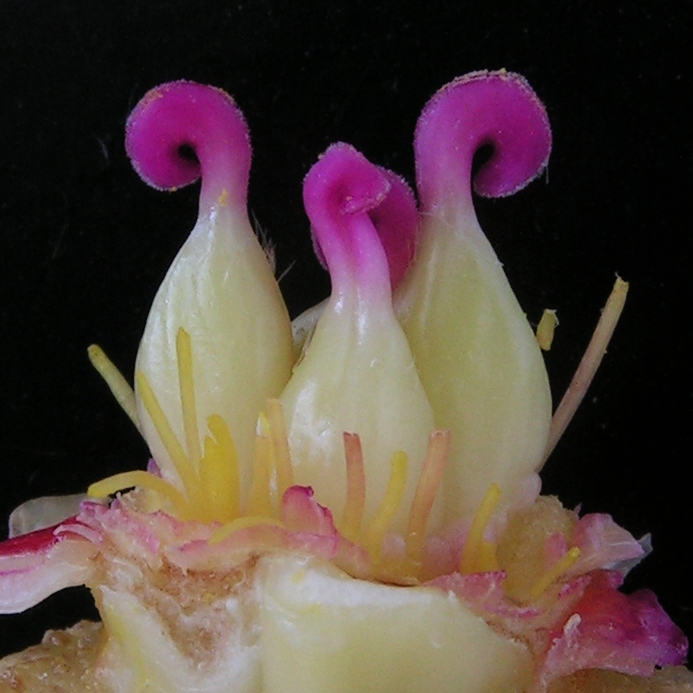
Пестики в цветке пиона (лепестки и тычинки удалены)

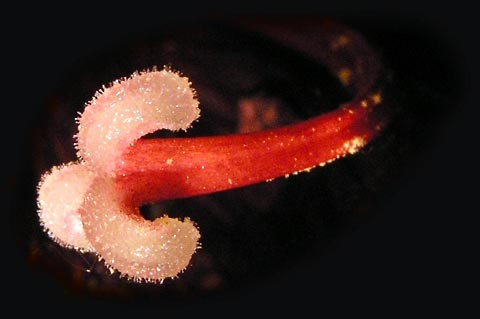
Столбик и рыльце у амариллиса (Amaryllis sp.)

Пе́стик (лат. pistillum) — часть цветка, образованная одним либо несколькими сросшимися плодолистиками; женский репродуктивный орган цветковых растений. В полости завязи пестика расположены семязачатки. Также в пестике располагается проводниковый тракт по которому происходит рост пыльцевой трубки в ходе прогамной фазы оплодотворения.
В цветке может быть как один, так и несколько пестиков. Расположены пестики обычно в центре цветка.

## Строение пестика
Обычно в пестике можно выделить три части:
- завязь (лат. germen) — нижнее полое расширенное образование;
- столбик (лат. stylus) — стерильная часть пестика, представляющая собой относительно тонкое образование, выходящее из завязи; обычно имеет цилиндрическую форму; столбик образован одним (у апокарпного и монокарпного гинецеев) или несколькими сросшимися (у ценокарпного гинецея) стилодиями (верхними вытянутыми частями плодолистиков)[1];
- рыльце (лат. stigma) — образование, находящееся на вершине столбика[1]; служит для улавливания пыльцы; может быть верхушечным, боковым, поперечным, простым или лопастным, расчленённым[3].

В завязи располагаются семяпочки, из которых после оплодотворения развиваются семена; из стенок завязи образуется околоплодник.
Столбик в цветках некоторых растений редуцирован, и рыльце находится непосредственно на завязи. По форме рыльца могут быть очень различны.

## Терминология
Совокупность пестиков в цветке называется гинецеем.
Некоторые ботаники термин «пестик» считают излишним, так как он равнозначен апокарпному гинецею (если образован одним плодолистиком — так называемый простой пестик, или несколькими свободными плодолистиками) либо ценокарпному гинецею (если образован двумя или более сросшимися плодолистиками — так называемый сложный пестик).
Поскольку пестик, наряду с плодом и цветком, является органом, характерным для цветковых растений, в качестве названия этой группы иногда используется наименование «пестичные растения».

## Проводниковый тракт
Проводниковый тракт представляет собой совокупность структур, обеспечивающих взаимодействие пестика с мужским гаметофитом при прорастании и росте пыльцевой трубки по направлению к женским гаметам (прогамная фаза оплодотворения). Проводниковый тракт в пестиках, как правило, наиболее выражен в столбике, часто его нет в рыльце и завязи.
Анатомически столбики могут быть трёх типов:
1. Открытые (полые) - предполагается, что такого типа столбики в ходе эволюции образуются в результате неполного срастания кондупликатного стилодия[4]. В связи с чем внутренние клетки выстилающие полость столбика (канальцевые клетки) гомологичны адаксиальному (верхнему) эпидермису плодолистика[4]. Часто в оболочке канальцевых клеток имеются многочисленные выросты (лабиринт оболочки).  У некоторых растений канал столбика продолжается непосредственно в рыльце (сем. Liliaceae)[2]. Канал открытого столбика заполнен жидкостью, которая секретируется выстилающими его канальцевыми клетками. Именно в этой жидкости происходит рост пыльцевых трубок. Точный химический состав канальцевой жидкости изучен не достаточно, хотя у лилии показана его роль в питании растущей пыльцевой трубки[5][6].
2. Закрытые (сплошные) - считается, что в ходе эволюции такие столбики сформировались при полном срастании стилодиев[4]. Как ясно из названия в сплошных столбиках отсутствует канал. Вместо него в центральной части столбика имеются один или несколько тяжей проводниковой ткани, погруженных в основную ткань столбика или связанных с проводящими пучками. Для большинства покрытосеменных характерной особенностью клеток проводниковой ткани является высокое содержание пектинов в оболочке[2]. Кроме того, также в оболочках клеток проводниковой ткани встречаются липиды, а также широко представлены различные белки и гликопротеины, в том числе арабиногалактановые. В ослизняющемся апопласте проводниковой ткани происходит рост пыльцевых трубок[2]. Тем не менее у некоторых представителей покрытосеменных (сем. Poaceae) в проводниковой ткани не выражен межклеточный матрикс, а её клетки плотно сомкнуты. В таких столбиках пыльцевая трубка растёт, раздвигая клетки.
3. Полузакрытые, по-видимому, сформировались в ходе эволюции при неполном срастании плодолистика или являются вторичным явлением[4]. Для таких столбиков характерно сочетание канала и проводниковой ткани[2]. Так, у ряда представителей семейства Fabaceae в верхней части столбик закрытый и пыльцевые трубки растут в пространстве апопласта, а в нижней части имеется хорошо выраженный канал[2]. У яблони ситуация противоположна: в верхней части столбик имеет канал, а в нижней он сплошной с проводниковой тканью[2].